# Plaimpied-Givaudins
Plaimpied-Givaudins is een gemeente in het Franse departement Cher (regio Centre-Val de Loire). De plaats maakt deel uit van het arrondissement Bourges. Plaimpied-Givaudins telde op 1 januari 2022 2.104 inwoners.

## Geografie
De oppervlakte van Plaimpied-Givaudins bedroeg op 1 januari 2022 40,51 vierkante kilometer; de bevolkingsdichtheid was toen 51,9 inwoners per km².
De onderstaande kaart toont de ligging van Plaimpied-Givaudins met de belangrijkste infrastructuur en aangrenzende gemeenten.

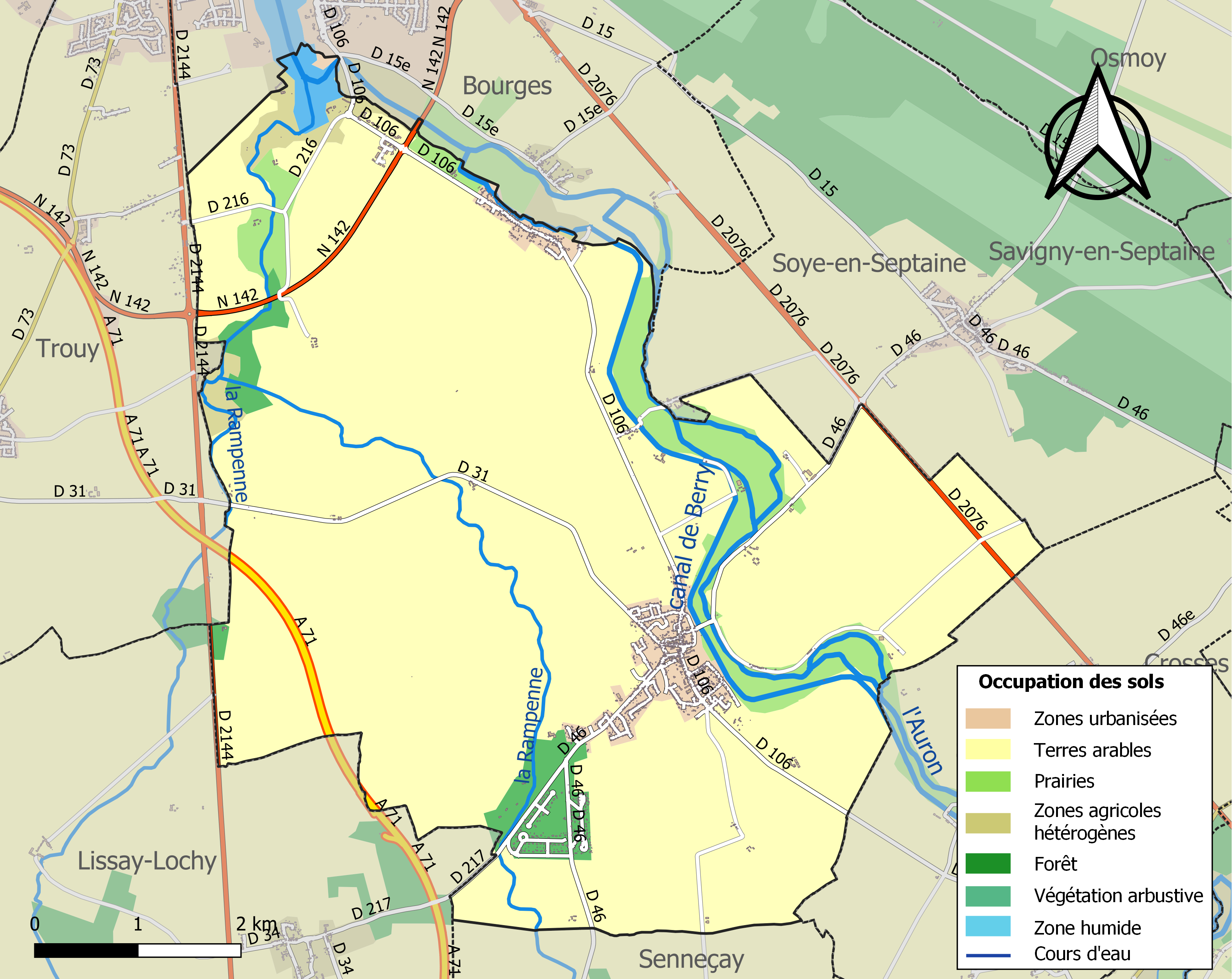

## Demografie
Onderstaande figuur toont het verloop van het inwonertal (bron: INSEE-tellingen).